# 538 a. C.
El año 538 a. C. fue un año del calendario romano pre-juliano. En el Imperio Romano, fue conocido como el año 216 Ab Urbe condita.

## Acontecimientos
- Ciro II el Grande invade Babilonia y deporta a los judíos.[¿dónde?]
- Ciro II permite que los judíos regresen a su patria y ordena la reconstrucción del templo de Salomón. Judá pasa a ser una provincia persa relativamente autónoma.[1]
- El género apocalíptico, asociado con la escritura de los textos sagrados, surge en Israel tras el cautiverio de los judíos en Babilonia.[1]